# Цзоупін
Цзоупін (кит. спр. 邹平市, піньїнь: Zōupíng Shì) — місто-повіт в центральнокитайській провінції Шаньдун, складова міста Біньчжоу.

## Географія
Цзоупін розташовується у верхів'ях річки Дайсі, на півночі виходить до Хуанхе.

### Клімат
Місто знаходиться у зоні, котра характеризується вологим субтропічним кліматом. Найтепліший місяць — липень із середньою температурою 26.3 °C (79.3 °F). Найхолодніший місяць — січень, із середньою температурою -2.5 °С (27.5 °F).
| Клімат Цзоупіна         | Клімат Цзоупіна | Клімат Цзоупіна | Клімат Цзоупіна | Клімат Цзоупіна | Клімат Цзоупіна | Клімат Цзоупіна | Клімат Цзоупіна | Клімат Цзоупіна | Клімат Цзоупіна | Клімат Цзоупіна | Клімат Цзоупіна | Клімат Цзоупіна | Клімат Цзоупіна |
| Показник                | Січ.            | Лют.            | Бер.            | Квіт.           | Трав.           | Черв.           | Лип.            | Серп.           | Вер.            | Жовт.           | Лист.           | Груд.           | Рік             |
| Середній максимум, °C   | 2,4             | 4,7             | 11,7            | 19,7            | 26              | 30              | 30,2            | 29,3            | 25,2            | 19,7            | 11,6            | 4,4             | 17,9            |
| Середня температура, °C | −2,5            | −0,2            | 6,3             | 13,9            | 20,2            | 24,6            | 26,3            | 25,4            | 20,3            | 14,5            | 6,8             | −0,1            | 13              |
| Середній мінімум, °C    | −7,8            | −5,7            | 0,4             | 7,6             | 13,7            | 18,5            | 21,6            | 20,6            | 14,9            | 8,5             | 1,3             | −5,2            | 7,4             |
| Норма опадів, мм        | 6.1             | 8.7             | 13.6            | 32.5            | 36.9            | 78              | 205.5           | 144.1           | 59.2            | 33.1            | 18.3            | 7.8             | 643.8           |
| Днів з опадами          | 3               | 4,1             | 4,3             | 6,8             | 5,9             | 9               | 15,5            | 12,6            | 8,8             | 6,9             | 5,9             | 3,8             | 86,6            |
| Вологість повітря, %    | 54.4            | 54.8            | 52              | 52.2            | 53.8            | 60.1            | 76.9            | 77.3            | 67.6            | 62.8            | 59.4            | 56.5            | 60.7            |
| ----------------------- | --------------- | --------------- | --------------- | --------------- | --------------- | --------------- | --------------- | --------------- | --------------- | --------------- | --------------- | --------------- | --------------- |
| Джерело: Weatherbase    |                 |                 |                 |                 |                 |                 |                 |                 |                 |                 |                 |                 |                 |